# Wydawnictwo Altenberga

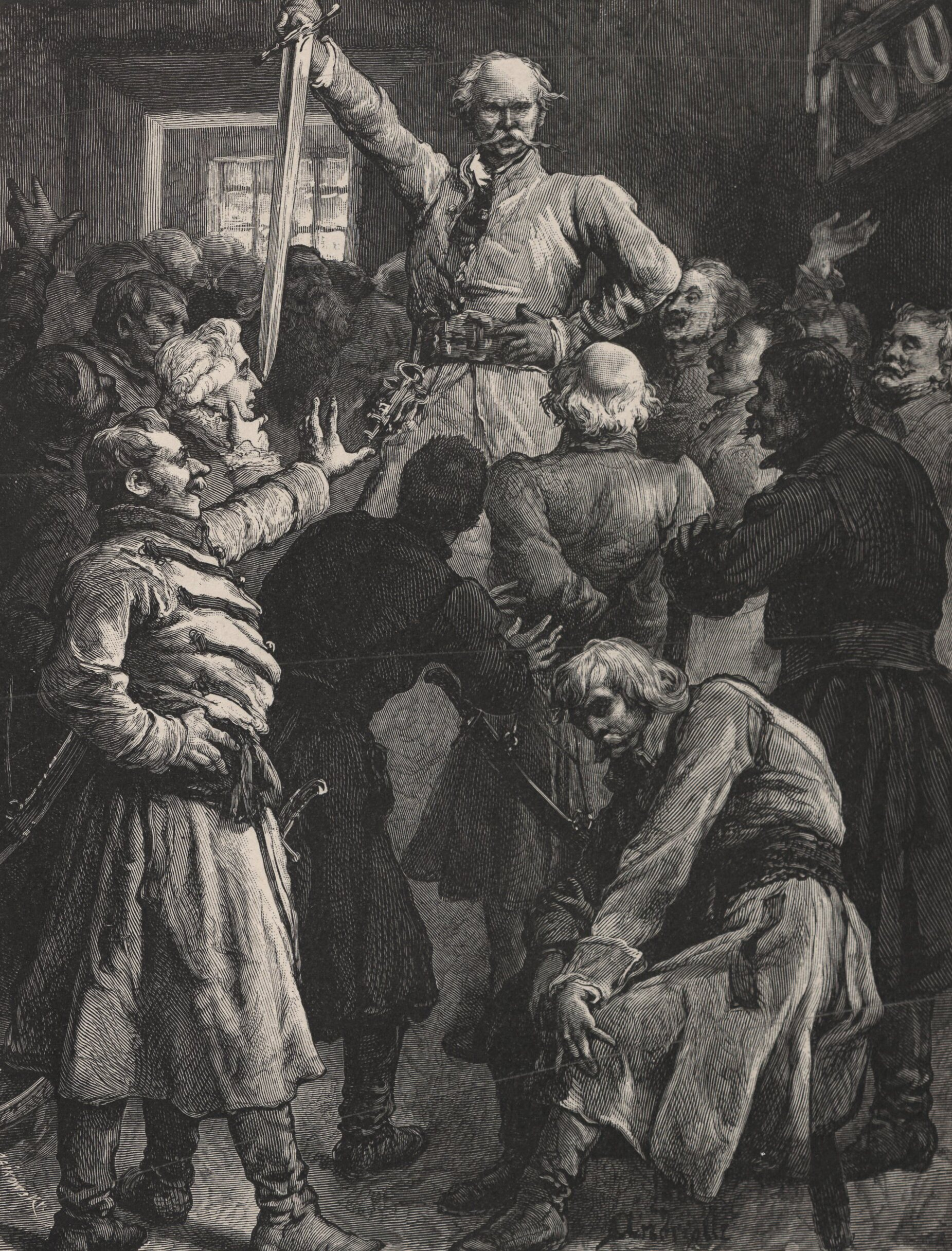
Ilustracja do Pana Tadeusza autorstwa Andriollego, wyd. Altenberga 1882

Wydawnictwo Altenberga – lwowskie wydawnictwo rodziny Altenbergów istniejące od 1880 do 1934 roku. Wydawnictwo specjalizowało się w wysokiej jakości drukach i ilustrowanych albumach.

## Herman Altenberg
Założycielem rodzinnego przedsiębiorstwa księgarskiego, drukarskiego i wydawniczego był Herman Altenberg. Urodził się w 1848 roku. W latach 1872–1879 wraz z Maurycym Robiczkiem (Robitschkiem) prowadził w Warszawie księgarnię sortymentową oraz skład obrazów. Jego zakład, jako pierwszy w Polsce, sprzedawał kolorowe reprodukcje. W 1880 roku przeniósł się do Lwowa, gdzie zakupił księgarnię wraz z wypożyczalnią. W tym samym roku zlecił Michałowi Andriollemu wykonanie ilustracji do Pana Tadeusza Adama Mickiewicza. Poemat pierwotnie publikowany był w comiesięcznych zeszytach, a następnie w całości wydany został w 1882 roku (druga edycja w mniejszym formacie została wydana w roku 1921). Miał formę wytwornego albumu z 24 całostronicowymi ilustracjami oraz z bogatymi winietami, ornamentalnymi przerywnikami i inicjałami, co w sumie dawało 58 rysunków. Mimo ekskluzywnej formy ryciny Androilliego nie zostały pozytywnie przyjęte przez krytyków. Oficyna Hermana wydawała poza tym innych klasyków literatury polskiej m.in.: Bajeczki Kraszewskiego również z ilustracjami Andriollego, Mohorta Wincentego Pola z ilustracjami Juliusza Kossaka. Herman Altenberg był inicjatorem wydania serii Biblioteki Klasyków Polskich (1882–1909) w ramach których wyszły pisma Kochanowskiego i Trembeckiego oraz serii Biblioteka Teatrów Amatorskich. Jako pierwszy w Galicji wprowadził ratalny system sprzedaży swoich książek oraz wykorzystał do tego celu agentów.
Po śmierci Hermana w 1885 roku przedsiębiorstwo z powodzeniem prowadziła jego żona Zuzanna, z domu Eber (1851–1921) wraz z Władysławem Bełzą. Wydała m.in.: Pieśni Legionów Józefa Wybickiego z ilustracjami Kossaka i pod redakcją Ludwika Finkla, Ballady i romanse Mickiewicza z ilustracjami Androillego oraz Ilustrowany katalog dzieł nakładowych Księgarni H. Altenberga w 1894 roku. W 1896 roku w oficynie Altenbergów zostały wydane Dziady Mickiewicza. Było to pierwsze luksusowe ilustrowane wydanie z grafikami Czesława Borysa Jankowskiego, pod redakcją Wilhelma Bruchnalskiego.
W ciągu kilku lat wdowa po Hermanie otrzymała koncesję na prowadzenie „Księgarni Zdrojowej” w Krynicy oraz księgarń kolejowych we Lwowie, Brodach, Drohobyczu, Jarosławiu, Rawie Ruskiej i Samborze. Przedsiębiorstwo prowadziła do 1897 roku, kiedy to rodzinny interes przejął jej syn, Alfred Altenberg.

## Alfred Altenberg
Urodził się w 1877 roku. W wieku dwudziestu lat przejął przedsiębiorstwo ojca i wraz z J. Vorzimerem prowadził je do 1934 roku. Oprócz reprodukcji dzieł sztuki wydawał również książki o sztuce (m.in. Kazimierza Chłędowskiego) i literaturze (m.in. Piotra Chmielowskiego i Wilhelma Feldmana). W ramach serii Wielcy pisarze, którą zapoczątkował, publikował utwory Kasprowicza, Konopnickiej, Słowackiego czy Mickiewicza. Wydawał serie Biblioteka Historyczna, Biblioteka Utworów Dramatycznych i popularnonaukową Wiedza i Życie. Z jego zakładów wychodziły czasopisma Lamus i satyryczno-polityczny tygodnik „Szczutek”, którego wraz z Kazimierzem Grusem i Stanisławem Wasylewskim był założycielem. Wiele wydań szczyciło się luksusowymi oprawami introligatorni Altenberga z wysokogatunkowego papieru, starannie dobranymi czcionkami, formatami i ilustracjami.
W 1907 roku jego wypożyczalnia książek została w ramach spadku oddana w ręce brata Maurycego. W latach 1911–1913 przedsiębiorstwo zostało przekształcone w spółkę „H. Altenberg, G. Seyfarth, E. Wende i Sp.” Pod tym szyldem została wydana Księga ubogich Jana Kasprowicza oraz Portrety polskie XVI–XIX wieku autorstwa Marii Radziwiłłowej pod redakcją Jerzego Mycielskiego. Spółka wydawała również czasopismo dziecięce Grześ. W 1920 roku została sprzedana księgarnia. Oficyna wydała wówczas m.in. Króla Ducha Juliusza Słowackiego.
Po śmierci Alfreda w 1924 roku przedsiębiorstwo prowadziła jego żona Jadwiga. W 1934 roku firma została zlikwidowana.

## Druki wydane nakładem drukarni Altenbergów w latach 1880 do 1934

### Literatura
- Pan Tadeusz Adam Mickiewicz (1882,1921)
- Bajeczki Józef Ignacy Kraszewski (1882, 1929)
- Mohort Wincenty Pol (1883)
- Pieśni Legionów, Józef Wybicki (1894, 1910)
- Ballady i romanse Adam Mickiewicz (1891)
- Dziady Adam Mickiewicz (1894)
- Poezje Kazimiera Zawistowska (1903)
- Wujaszek Alfonsa: komedya w jednym akcie Stanisław Dobrzański (1908)
- Poezye liryczne Seweryn Goszczyński i Zygmunt Wasilewski (1910)
- Księga ubogich Jan Kasprowicz (1916) I wyd. nakł. 3000 egz.
- Portrety polskie XVI–XIX wieku M.J. Radziwiłłowej
- Dzieła poetyckie Wincentego Pola w 2 tomach (1921)
- Król Duch Juliusz Słowacki (1924)

### Serie wydawnicze
- Biblioteki Klasyków Polskich (1882–1909)
- Biblioteka Teatrów Amatorskich
- Wielcy pisarze
- Biblioteka Historyczna
- Biblioteka Utworów Dramatycznych
- Wiedza i Życie
- Biblioteka podróży Polskich

### Czasopisma
- „Lamus”
- „Szczutek”
- „Grześ” czasopisma dla dzieci (1919–1920)

### Albumy
- Przewodnik artystyczny: katalog dzieł mistrzów klasycznych i współczesnych obcych i polskich w reprodukcyach na składzie w Księgarni H. Altenberga (1903)
- Katalog wystawy dzieł Artura Grottgera: urządzonej staraniem księgarni H. Altenberga we Lwowie autorstwa Mariana Olszewskiego; Władysława Fedorowicza i przy udziale Muzeum Przemysłowego Miejskiego we Lwówie (1906)
- Ośmset kilometrów w Afryce Środkowej. Wyprawa myśliwska. Aleksander Wodzicki (1910)
- Katalog wystawy obrazów Fryderyka Pautscha Mieczysław Henryk Kazimierz Treter (1911)

### Literatura popularnonaukowa
- Polska literatura psychopatyczna: przyczynek do psychologii twórczości Antoni Jan Mikulski (1908)
- Eliza Orzeszkowa w literaturze i w ruchu kobiecym: zarys syntetyczny Maria Czesława Przewóska (1906)
- Konfessya podana przez posłów na sejmie piotrkowskim w r. 1555 Ludwik Finkel (1896)